# エンリケ・グラーフ

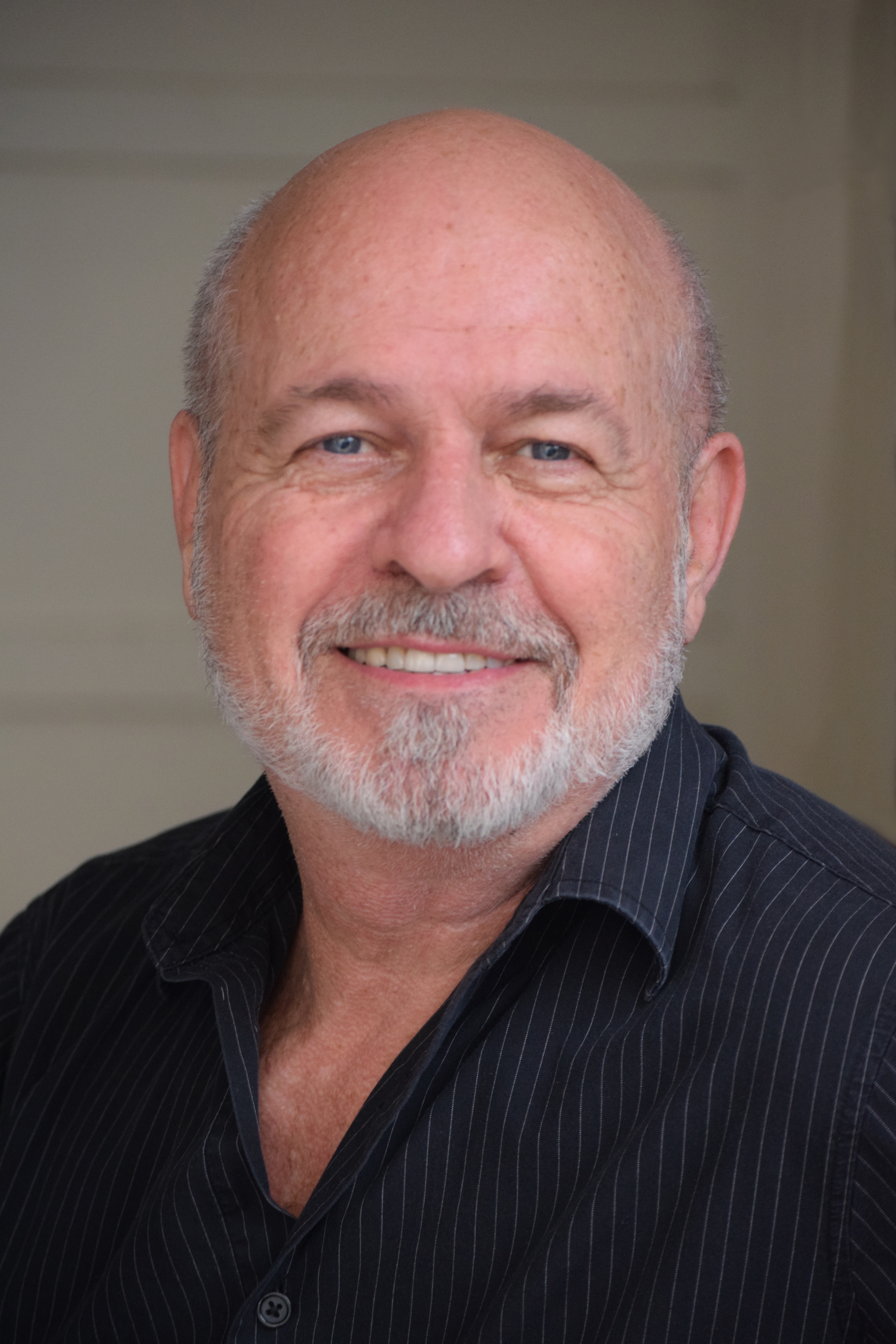
エンリケ・グラーフ (2020年)

エンリケ・グラーフ（Enrique Graf, 1953年7月18日 - ）は、ウルグアイ出身のピアノ奏者。
モンテビデオの生まれ。4歳から母親に音楽の手ほどきを受け、ファレーリ＝バルゾ音楽院に進学。ウルグアイ国内のあらゆるピアノ・コンクールで入賞を果たしたのち、アメリカのピーボディ音楽院に留学してレオン・フライシャーの薫陶を受けた。1978年にウィリアム・カペル国際ピアノ・コンクール、1981年のニューヨークで開催されたイースト・アンド・ウェスト国際ピアノ・コンクールのそれぞれで優勝を果たした。
フライシャーの下で研鑽を積んでいる間にピアノの指導に目覚め、母校のピーボディ音楽院でピアノを教えるようになった。1989年にチャールストン大学の准教授になり、2013年に辞任するまでアーティスト・イン・レジデンスに任命されていた。1996年には同大学から優秀研究賞を授与されている。